# Steviozid
Steviozid oz. steviol glikozid je mešanica terpenov, ki jih pridobivajo iz najokusnejših delov listov rastline stevia (Stevia rebaudiana). Uporabni so kot naravno sladilo, ki potrebuje nekaj časa, da razvije svoj okus, ki pa v primerjavi s saharozo traja dlje in je 250 do 300-krat bolj sladek.

## Lastnosti
Praktično nima energijske vrednosti in ne vpliva na količino sladkorja v krvi. Ima nizko termično in kemično obstojnost ter rahel pookus. 

## Steviozid in rak
Znanstveniki so odkrili, da je steviozid v laboratoriju mogoče pretvoriti v snov, ki deluje mutageno, zaradi česar so se pojavili določeni pomisleki glede njegove uporabe in zahteve po dodatnih študijah s strani regulatornih organov. Nadaljnje študije pa so pokazale, da steviozid ne deluje toksično, mutageno, teratogeno in je kot sladilo varen za uporabo.

## Pozitivni učinki stevie
Dokazano je bilo, da ugodno vpliva na zniževanje povišanega krvnega tlaka in kaže določene farmakološke učinke pri bolnikih s sladkorno boleznijo tipa 2. 
V študijah na podganah je bilo ugotovljeno, da steviozid izboljša odzivnost na inzulin pri podganah  in mogoče celo spodbuja dodatno izločanje inzulina.

## Uporaba
V ZDA s strani FDA kot sladilo še ni odobren, lahko pa se prodaja kot prehransko dopolnilo. Zaradi nekaj varnostnih pomislekov , so ga v EU odobrili šele z letom 2012 . 
Z letom 2008 pa je steviozid postal odobreno sladilo za hrano in napitke v Avstraliji, Novi Zelandiji in Švici,  na Japonskem in v nekaterih drugih državah Azije in Južne Amerike pa se uporablja že vrsto let.